# Ficus barba-jovis
Ficus barba-jovis là một loài thực vật có hoa trong họ Moraceae. Loài này được Corner mô tả khoa học đầu tiên năm 1939.